# Pawel Walerjewitsch Borodin
Pawel Walerjewitsch Borodin (russisch Павел Валерьевич Бородин; * 2. Oktober 1972 in Michailowka, Baschkirische ASSR) ist ein russischer Bogenbiathlet.
Pawel Borodin gehörte zu den erfolgreichsten Bogenbiathleten in der zweiten Hälfte des ersten Jahrzehnts des 21. Jahrhunderts. Seinen ersten großen Erfolg erreichte der Russe, als er bei den Weltmeisterschaften 2005 in Forni Avoltri hinter seinem Landsmann Igor Borissow und vor dem Deutschen Edmund Martin die Silbermedaille im Verfolgungsrennen gewann. Zudem wurde er in die russische Staffel berufen und gewann als Startläufer gemeinsam mit Wladimir Jewtjukow, Igor Samoilow und Maxim Menschikow bei der letztmaligen Austragung des Wettbewerbs die Goldmedaille. Bei den bislang letzten Weltmeisterschaften 2007 in Moskau gewann er vor Konstantin Pogorelow und Hiroyuki Urano den Titel im Sprintrennen. Ein Jahr später gewann Borodin bei den Europameisterschaften 2008 in Moskau, den bislang letzten internationalen Meisterschaften die durchgeführt wurden, in allen drei Wettbewerben Medaillen. Zunächst gewann er im Sprint hinter Andrei Michailow und Wladimir Jewtjukow die Bronzemedaille, ebenso im Verfolgungsrennen hinter Jewtjukow und Michailow. Im Massenstartrennen wurde Borodin bei einem Sieg von Kirill Malzew Vize-Europameister.
Borodin studierte an der Baschkirischen Staatlichen Universität in Ufa und wurde Biathlontrainer.